# Bon
Bon är en svensk tidskrift om mode, kultur och konst. Tidningens första nummer kom ut 2001 och fick 2004 sällskap av en engelskspråkig internationell upplaga, Bon International. Bon har haft uppmärksammade inslag som Linda Skugges utvik 2007 och Filip och Fredriks avslöjande text om kungen 2002.
Bon är medgrundare och officiell partner till Mercedes-Benz Fashion Week Stockholm och producerar även modeveckans alla filmer. På tidningens hemsida finns ett arkiv med visningsfilmer från fyra år tillbaka. 
År 2011 vann Bons art director Johan Avedal Sveriges Tidskrifters utmärkelse Årets AD, ett pris som erhållits en gång tidigare, 2003, då av Christoffer Wessel och Magnus Naddermier. År 2011 vann tidningen också för andra gången Svenska Designpriset i kategorin Redaktionell print – Magasin. År 2004 fick Bon pris av The Society of Publication Designers för bästa omslag, och 2002 vann tidningen pris som Årets Tidskrift. 
Förutom mode-, konstartiklar och krönikor på bon.se låg flera bloggar på sajten mellan åren 2013 och 2020.  

## Chefredaktörer
- Michael Elmenbeck 2001–2006
- Madelaine Levy 2006–2011
- Linda Leopold 2011–2014
- Annah Björk (bon.se) 2012–2013
- Kristofer Andersson (bon.se) 2013–
- Daniel Björk 2014–

## Bloggar
| Blogg                   | Bloggare                |
| ----------------------- | ----------------------- |
| Vad e det för mode      | Annah Björk             |
| Bon bon Beauty          | Maria Ahlgren           |
| Mammabloggen            | Caisa Ederyd            |
| Frida Vega Salomonsson  | Frida Vega Salomonsson  |
| Emma Veronica Johansson | Emma Veronica Johansson |
| Bon Voyage              | Linda Waxin             |
| Tommie x                | Tommie x                |
| Under Bron              |                         |
| Bon x Coachella         |                         |
| Bea Hansson             | Bea Hansson             |
| Anja Skeppe Grahn       | Anja Skeppe Grahn       |
| Quetzala                | Quetzala Blanco         |
| Signe Belfiore          | Signe Belfiore          |